# Episodi di Love (terza stagione)
La terza e ultima stagione della serie televisiva Love, composta da 12 episodi, è stata pubblicata simultaneamente il 9 marzo 2018, in tutti i territori in cui Netflix è disponibile.
| n° | Titolo originale      | Titolo italiano          | Pubblicazione USA | Pubblicazione Italia |
| -- | --------------------- | ------------------------ | ----------------- | -------------------- |
| 1  | Palm Springs Gateway  | Weekend a Palm Springs   | 9 marzo 2018      | 9 marzo 2018         |
| 2  | Winner And Losers     | Vincitori e vinti        | 9 marzo 2018      | 9 marzo 2018         |
| 3  | Arya And Greg         | Arya e Greg              | 9 marzo 2018      | 9 marzo 2018         |
| 4  | I'm Sick              | Sto male                 | 9 marzo 2018      | 9 marzo 2018         |
| 5  | Bertie's Birthday     | Il compleanno di Bertie  | 9 marzo 2018      | 9 marzo 2018         |
| 6  | Directing             | Il regista               | 9 marzo 2018      | 9 marzo 2018         |
| 7  | Sarah From College    | La Sarah del college     | 9 marzo 2018      | 9 marzo 2018         |
| 8  | Stunt Show            | Lo spettacolo acrobatico | 9 marzo 2018      | 9 marzo 2018         |
| 9  | You're My Gran Torino | Gran Torino              | 9 marzo 2018      | 9 marzo 2018         |
| 10 | The Cruikshanks       | I Cruikshank             | 9 marzo 2018      | 9 marzo 2018         |
| 11 | Anniversary Party     | Festa di anniversario    | 9 marzo 2018      | 9 marzo 2018         |
| 12 | Catalina              | Catalina                 | 9 marzo 2018      | 9 marzo 2018         |

## Weekend a Palm Springs
- Titolo originale: Palm Springs Gateway
- Diretto da: Michael Showalter
- Scritto da: Judd Apatow, Dave King e Paul Rust

### Trama
Mickey è innervosita dalla continua presenza di Bertie e Randy in casa sua che le impediscono di vivere l'intimità con Gus. Quando quest'ultimo le propone una fuga romantica a Palm Springs, i due ragazzi si aggregano perché potranno alloggiare nella casa di un cugino di Randy. Peccato che la casa sia in condizioni davvero pietose, oltre che parecchio lontana dalle spiagge di Palm Beach e con uno scontroso vicino di casa, insofferente al benché minimo rumore. Per risollevare il morale del gruppo, Mickey propone di imbucarsi alla festa di pensionamento di un giudice che abita nella via, ma Bertie insiste per andarsene quasi subito dopo aver commesso una gaffe con un'invitata. Le cose peggiorano quando l'indomani la stessa Bertie si risveglia con diversi morsi di lucertola sul braccio.
Bertie se la prende con Randy per essersi fidato del cugino e averli trascinati in una topaia, coinvolgendo Mickey che deve dirgli quanto sia stanca di averlo sempre tra i piedi. Un Randy demoralizzato prova a consolarsi facendo volare il suo drone, ma il vicino burbero glielo abbatte con un colpo di fucile. Per vendicarsi, Randy fa esplodere dei botti fuori da casa dell'uomo. Questo episodio, unico momento di divertimento in un fine settimana difficile, ha l'effetto di rasserenare il clima del gruppo. Sui sedili posteriori Gus e Mickey si scambiano uno sguardo d'intesa, ammettendo implicitamente che anche se non hanno potuto trascorrere il loro weekend romantico, almeno possono contare sulla sincera amicizia dei due "intrusi" Bertie e Randy.

## Vincitori e vinti
- Titolo originale: Winners and Losers
- Diretto da: Michael Showalter
- Scritto da: Judd Apatow e Paul Rust

### Trama
Chiusa la parentesi Palm Springs, i ragazzi tornano alle loro vite, con Randy a oziare sul divano mentre gli altri lavorano. Gus e Mickey vivono giornate opposte. Wichita subisce un rimpasto, ultimo tentativo prima della cancellazione, per cui l'ambientazione della serie viene spostata ai giorni nostri e il cast si arricchisce di cinque giovani attori ad affiancare Arya. Gus ha l'impressione di essere mal sopportato dai colleghi, i quali non gradiscono il suo sfrenato ottimismo mentre aleggia il rischio di perdere il lavoro. Subzero ha tagliato un'ora al programma del Dottor Greg che verrà assegnata alla trasmissione condotta da Stella e prodotta da Mickey. Inevitabilmente Greg va su tutte le furie, con Evan contento che Mickey sia riuscita a sistemare quell'uomo spocchioso.
Gus e Mickey si ritrovano al bowling, dove hanno appuntamento con Syd e Jeff, una coppia di amici sposati. La serata è particolarmente fortunata per Mickey che azzecca uno strike dopo l'altro, mentre Gus dissimula le sue preoccupazioni dietro a un apparente entusiasmo. La goccia che ha fatto traboccare il vaso è la decisione di Susan di cambiargli l'orario di lavoro, facendolo iniziare alle sei del mattino per il tutoraggio ai nuovi attori del cast. Sulla strada del ritorno Gus litiga con un automobilista che gli ha tagliato la strada, perdendo il controllo del veicolo e andando a sbattere contro altre vetture parcheggiate. Gus rincasa con una vaschetta di gelato per affogare i dispiaceri di una giornata complicata. Mickey sembra intuire che Gus le sta nascondendo qualcosa.

## Arya e Greg
- Titolo originale: Arya And Greg
- Diretto da: Judd Apatow
- Scritto da: Judd Apatow, Brent Forrester e Rebecca Addelman

### Trama
Mickey racconta al gruppo SLAA che le cose con Gus stanno andando a gonfie vele e proprio per questo teme di combinare qualcosa, rovinando tutto. Nello stesso momento Gus, anche lui impegnato in una seduta del suo gruppo, si dice preoccupato che la fidanzata possa stancarsi di un tipo noioso come lui. Sul set le cose per Gus non vanno meglio, dato che Arya si sente messa in un angolo dal nuovo cast ed esige che il suo tutor risolva la situazione, finendo per aumentare l'ostilità di Susan ed Evan che lo invitano a fare il suo lavoro. Greg vuole dimostrare a Subzero che si sono sbagliati a ridimensionare il suo programma, millantando un vasto seguito di fan che però non trova riscontro nella realtà. Greg accusa Mickey di aver dedicato le proprie attenzioni a Stella e trascurato la promozione del suo libro.
Arya è preda di una crisi isterica dopo aver flirtato con il collega Jayke che però le ha preferito l'altra collega Brooklyn. Gus convince Arya a non abbattersi e trovare il coraggio di baciare Jayke nella loro scena, dove peraltro il personaggio del ragazzo perde la vita. Mickey si arrabatta per aumentare il misero numero di partecipanti all'incontro con Greg, senza sapere che tra le persone coinvolte c'è una paziente, furiosa perché il dottore ha falsificato la sua storia. L'accaduto aiuta Greg a rendersi conto che non può andare avanti con una carriera improntata sulla menzogna. Quella sera, avendo finalmente la casa libera da Bertie e Randy, Gus e Mickey si danno alla pazza gioia. Quando Gus le racconta come ha gestito il malessere di Arya, Mickey sostiene che dovrebbe fare il regista perché ha tutte le carte in regola.

## Sto male
- Titolo originale: I'm Sick
- Diretto da: Alex Karpovsky
- Scritto da: Max Brockman e Jason Kim

### Trama
Gus sta partecipando con i suoi amici a un tour tra le location dei più famosi film dell'orrore. Nel gruppo c'è anche Randy, di cattivo umore perché non aveva capito quale sarebbe stato il tema del giro e a lui l'horror non piace. Quando Mickey gli telefona per dirgli che si sente poco bene, Gus lo interpreta come un test per verificare la solidità della loro relazione e decide di abbandonare il tour per tornare a casa dalla fidanzata. Mickey apprezza molto che Gus abbia piantato in asso i suoi amici per accorrere da lei, sospettando che la causa del suo malessere sia un'intossicazione alimentare dovuta a un tortino di granchio dal cattivo odore. Gus si prodiga per rendere la convalescenza di Mickey il più piacevole possibile, anche se la ragazza trova da ridire sulla Gatorade blu che le ha comprato.
Gus è sicuro di aver fatto la scelta giusta a fuggire dal tour, anche se gli amici gli mandano fotografie del loro incontro con il famoso attore Glenn Michener. Improvvisamente, mentre Mickey comincia a stare meglio, è Gus che inizia a sentirsi male e finisce k.o. nel suo letto. Successivamente Mickey ammette che potrebbero aver contratto un virus, poiché è stata Stella la prima ad ammalarsi e ha contagiato altre colleghe di Subzero. Gus lamenta che Mickey avrebbe potuto dirglielo, innescando una discussione perché, conoscendo la sua ipocondria, sarebbe stato alla larga da lei. La lite passa in fretta, dato che entrambi i ragazzi ammettono di amarsi alla follia. Alla fine Gus non deve neanche rimpiangere il mancato incontro con Glenn Michener, il quale era sotto l'effetto di qualche sostanza e ha messo in fuga gli amici.

## Il compleanno di Bertie
- Titolo originale: Bertie's Birthday
- Diretto da: Janicza Bravo
- Scritto da: Alexandra Rushfield e Ali Waller

### Trama
È il compleanno di Bertie ma, non avendo avvisato prima, nessuno può partecipare alla sua festa, dato che Randy deve svolgere la preparazione per una colonscopia fissata l'indomani e Mickey ha già un altro impegno. A salvarla da un triste compleanno solitario è Chris che la invita a mangiare la torta nel ristorante in cui lavora come cameriere. Chris cena con lei, raccontandole diversi aneddoti della Smoke House che negli anni ha visto passare diverse celebrità di Hollywood, proponendole poi di uscire insieme per rendere memorabile il suo primo compleanno americano. Chris porta Bertie a un incontro di wrestling che la diverte molto, rivelando un'inattesa passione per questa disciplina, con tanto di fotografia finale assieme al lottatore Colin Follenweider.
Galvanizzato da una serata che sta andando a meraviglia, Chris insulta il wrestler Keith "il Crematore" che lo obbliga a salire sul ring, rifilandogli una dolorosa lezione. Nonostante ciò, Chris conserva intatto il suo buonumore perché aveva bisogno di emozioni forti dopo tanti anni trascorsi a Los Angeles a fare il cameriere nell'attesa di una svolta non ancora arrivata. Prima di salutarsi, Chris chiede il numero a Bertie che glielo lascia. Rincasata, Bertie trova ad aspettarla Randy con una torta. Questo la rende contenta del pensiero carino e inaspettato avuto da Randy, ma al tempo stesso la fa sentire un pizzico in colpa per aver passato la serata con un altro ragazzo. Chris resta però al centro dei suoi pensieri, tanto da aggiungere il suo contatto telefonico ai preferiti.

## Il regista
- Titolo originale: Directing
- Diretto da: Ryan McFaul
- Scritto da: Max Brockman e Alexandra Rushfield

### Trama
Per la sua prima prova da regista Gus ha ingaggiato Kevin come attore protagonista, mentre Chris sarà lo stuntman. Le riprese vengono disturbate dai lavori in corso nella palestra al piano superiore dell'edificio in cui la troupe sta girando, costringendo a continue interruzioni. Per contenere il budget Wade, l'assistente di Gus, gli suggerisce di tagliare Chris, anche se il regista non ha il coraggio di licenziare il suo caro amico. Mickey vuole riallacciare i rapporti con l'amica storica Syd, cui è molto legata essendo stata la sua prima coinquilina, però il marito di lei, Brian, non vuole fargliela frequentare dopo il precedente della festa in piscina. Per dimostrargli che non è una totale squilibrata, Mickey decide di organizzare una cena a casa sua, anche se deve farsi consigliare da Randy come cucinare il brisket.
Gli intoppi sul set continuano a susseguirsi, lasciando l'amaro in bocca a Gus che non è affatto soddisfatto del primo giorno di riprese. Gus richiama gli amici che stavano andando via per girare nuovamente l'ultima scena, sottolineando l'importanza per lui di questo film. Anche la cena di Mickey procede a rilento, complici le non eccelse abilità culinarie di Randy apprese più dalla tv che dall'esperienza pratica. A combinarla grossa è Bertie, la quale senza volerlo rivela a Syd che Mickey è stata con Dustin durante la relazione con Gus. Mickey scopre che non è affatto Brian, bensì la stessa Syd a non volerla più vedere perché è stanca dei suoi continui drammi. Pur affranta dalla rottura di un'amicizia, Mickey finisce per gradire il brisket di Randy e gli suggerisce di lanciarsi nella cucina.

## La Sarah del college
- Titolo originale: Sarah From College
- Diretto da: Michael Lewen
- Scritto da: Judd Apatow e Paul Rust

### Trama
Gus partecipa con Mickey al matrimonio di Leah, una compagna dei tempi del college. Tra gli invitati ci sono i pochi superstiti del loro gruppo di studenti, compresa Sarah che è stata fidanzata con Gus. Siccome a Mickey ha sempre raccontato che quella con Sarah era una normale storiella tra giovani studenti, Gus si prodiga affinché le due ragazze leghino. Tuttavia, Sarah lascia chiaramente intuire come le cose tra loro fossero decisamente serie, tanto che avevano comprato un appartamento. La situazione peggiora durante il pranzo quando, al tavolo degli amici del college, Sarah non perde occasione di rimarcare quanto Gus fosse innamorato di lei, riferendo alcuni episodi con lui protagonista che alle orecchie di Mickey suonano parecchio strani se comparati al Gus attuale.
Nonostante il proposito iniziale fosse quello di svignarsela al momento del brindisi, Mickey decide di restare perché vuole approfondire i segreti del passato di Gus che stanno emergendo. Benché Sarah abbia tentato di indorare la pillola, dicendole quanto trovi Gus migliorato rispetto a quando stava con lei, Mickey ha intuito benissimo che vuole portarselo a letto. Non a caso, Sarah è parecchio alticcia e Gus decide di accompagnarla all'albergo in cui alloggia, anche se Mickey è contraria. Sarah chiede a Gus di sedersi accanto a lei nel letto mentre gli racconta di come sia stata tradita dall'uomo che diceva di amarla, sentendosi troppo giovane per essere divorziata e troppo vecchia per uscire con qualcuno. Quando Sarah si addormenta, Gus esce dalla stanza e chiude un capitolo importante della sua vita.

## Lo spettacolo acrobatico
- Titolo originale: Stunt Show
- Diretto da: Ryan McFaul
- Scritto da: Dave King e Ali Waller

### Trama
Nel tentativo di recuperare la popolarità perduta, Greg elemosina a Mickey una partecipazione nel programma di Stella che sta avendo parecchio successo. Bertie va su tutte le furie quando scopre che Randy sta dormendo in macchina, avendo subaffittato casa su Airbnb perché convinto sia infestata dai fantasmi. Determinato a dimostrarle che è in grado di mantenersi, Randy chiede a Gus di poter lavorare come comparsa sul set di Wichita. Anche Gus ha bisogno di un favore, nella fattispecie da Arya, implorata di recitare nel suo thriller erotico per risollevarne le sorti. Grazie a una compagna di arrampicata, Chris ottiene un'audizione per lo spettacolo Waterworld e comunica la notizia a Bertie, con cui è rimasto in contatto dopo la loro uscita.
Come Mickey temeva, Greg e Stella hanno idee completamente opposte e finiscono per litigare pesantemente durante la trasmissione. Subzero censura il comportamento sessista di Greg, sospendendolo dall'emittente dopo aver lanciato in aria una scatola di preservativi e svelato pubblicamente di essere andato a letto con Mickey. Greg accusa quest'ultima di averlo voluto togliere di mezzo, così da avere campo libero. Anche Gus perde il controllo sul set della sua serie, quando gli viene comunicato che non c'è sufficiente spazio per registrare le nuove scene con Arya. Tra Bertie e Chris scocca la scintilla nell'appartamento di Springwood, mentre dopo un'iniziale spaesamento Randy si sta ambientando negli studios. Chris sostiene l'audizione a Waterworld.

## Gran Torino
- Titolo originale: You're My Gran Torino
- Diretto da: Lynn Shelton
- Scritto da: Max Brockman e Ali Waller

### Trama
Gus e Mickey stanno facendo shopping in uno store perché quella sera il ragazzo ha un concerto con la sua band. Gus adocchia una giacca carina e Mickey lo spinge a comprarla, anche se lui non vorrebbe attirare l'attenzione visto che i rapporti con gli amici si sono raffreddati dopo la vicenda del film con Arya. Usciti dal negozio, entrano in una casa in vendita e riflettono sulla possibilità in futuro di trovare un posto che sia davvero loro. Gus è parecchio agitato e tenta di rinviare il più possibile il momento in cui deve aggregarsi agli amici. Wade è disposto a metterci una pietra sopra e anche Ruby, fingendosi ancora offeso, riaccoglie Gus a braccia aperte. Bertie confessa a Mickey di andare a letto con Chris, il quale è presente alla serata e vive con disagio il trovarsi nello stesso posto con Bertie e Randy.
Mickey litiga con un avventore del locale che la accusa di avergli sottratto le sigarette. Gus prende le difese della fidanzata, anche se in realtà Mickey le ha davvero rubate. La band di Gus si esibisce nelle colonne sonore mai scritte di film famosi, divertendosi molto anche se sono consapevoli di fare pena. Bertie inizia a pentirsi del suo tradimento verso Randy, notando che da quando lavora sul set è diventato meno bamboccione. Le stesse sensazioni sono avvertite da Chris che quasi si vergogna a stargli accanto come supporti all'esibizione della band. L'ultima canzone in scaletta è Gran Torino, il loro pezzo forte, che Gus dedica a Mickey perché lei è davvero la sua Gran Torino. Al termine del concerto, l'entusiasta Mickey annuncia a Gus che è disposta a venire con lui in South Dakota per conoscere la sua famiglia.

## I Cruikshank
- Titolo originale:  	The Cruikshanks
- Diretto da: Nisha Ganatra
- Scritto da: Brent Forrester e Paul Rust

### Trama
Gus parte per il South Dakota con animo pesante, non soltanto perché presenterà Mickey alla sua famiglia conservatrice, ma anche per aver appena visto arenarsi il suo progetto cinematografico. Infatti, il padre di Arya lo ha diffidato dal mandare in onda tutte le scene in cui compare la figlia, non avendo preventivamente chiesto l'autorizzazione allo sfruttamento dei diritti della giovane diva. Purtroppo per lui, senza Arya quella che doveva essere una miniserie in sette episodi si riduce a pochi minuti di trailer. Mark e Vicki Cruikshank si apprestano a festeggiare il quarantesimo anniversario di matrimonio e vogliono compiacere Mickey, interessandosi del suo lavoro e facendola sentire a proprio agio. Superato il primo difficile scoglio dei genitori, Gus mette in guardia Mickey da suo fratello Andrew che arriverà l'indomani.
Gus è parecchio sorpreso di quanto Mickey si stia integrando con la sua famiglia, partecipando con gioia a tutte le attività. L'umore di Mickey cambia completamente quando Gus, incalzato dai genitori perché la cognata Kelly ha appena annunciato di aspettare un bambino, esclude che loro avranno figli nei prossimi quattro anni. Mickey non accetta la spiegazione di Gus, il quale vorrebbe aspettare tutto quel tempo per verificare la sua sobrietà, e intende lasciarlo. Gus va a dormire sul divano, trovandoci il fratello Andrew che è appena arrivato. Bertie chiama Chris per riparare uno scarico, mettendo Randy sul chi va là perché avrebbe potuto benissimo chiederlo a lui ed è da diverso tempo che non fanno sesso. Chris puntualizza a Bertie che riprenderanno la loro relazione quando lei avrà chiuso con Randy.

## Festa di anniversario
- Titolo originale:  	The Cruikshanks
- Diretto da: Nisha Ganatra
- Scritto da: Alexandra Rushfield e Paul Rust

### Trama
Mickey non riesce a godersi i festeggiamenti dei Cruikshank e prenota un volo per Los Angeles, ma Gus riesce a convincerla a trattenersi il tempo necessario per simulare una parvenza di unità. I fratelli Cruikshank litigano tra loro perché Ken ha regalato ai genitori un viaggio alle Hawaii, la luna di miele che non riuscirono a fare quarant'anni prima, senza consultare gli altri. Mickey chiacchiera con Andrew, apprendendo che quando Gus arrivò a Los Angeles era talmente disperato da aver addirittura spedito per errore una email personale a Ridley Scott. Mickey non gradisce quest'ennesima rivelazione su Gus, esaurendo la pazienza quando Mark e Vicki la definiscono la migliore fidanzata avuta finora dal figlio, segno che lui la considerava una pazza pur accoppiandosi a ragazze persino più squinternate di lei.
Mickey si fa consegnare le chiavi della macchina da Gus, accusandolo di essere un bugiardo immaturo per i numerosi segreti sul suo conto che hanno cominciato a spuntare dal matrimonio di Leah in poi. Gus invita Mickey, prima di andarsene, a salutare la sua famiglia. Siccome Mickey si attarda sulla porta, Gus prende la parola e sceglie di essere onesto con i propri familiari, ammettendo di aver avuto problemi nella gestione della rabbia e di essersi indebitato per il fallimento della miniserie con Arya. Mickey apprezza molto il comportamento di Gus e si riconcilia con lui, tornando felicemente insieme a Los Angeles. Mickey vuole sapere da Gus cosa si aspetta per il loro futuro, strappandogli la promessa di comprare una casa, un cagnolino, una terapia di coppia e, infine, un matrimonio con bambini.

## Catalina
- Titolo originale: Catalina
- Diretto da: Lynn Shelton
- Scritto da: Judd Apatow, Dave King e Paul Rust

### Trama
Le cose per Gus e Mickey vanno a gonfie vele, come se il South Dakota avesse rimosso gli ultimi ostacoli verso la felicità. Al settimo cielo dopo che Susan gli ha proposto di lavorare con un team di autori all'episodio pilota di una nuova serie, Gus vuole sposare immediatamente Mickey e i due ragazzi concordano di farlo a Catalina. Mickey chiede a Bertie di essere la sua testimone, mentre Gus vorrebbe Randy e deve invece ripiegare su Chris, dato che lui e Bertie si sono appena lasciati. Gus, Mickey, Bertie e Chris approdano a Catalina, in attesa di vedere chi tra parenti e amici accetterà il loro invito last minute. Mentre Gus è eccitato all'idea di lanciarsi in questa follia, Mickey è preoccupata per la velocità con cui le cose stanno accadendo e non vorrebbe essere troppo precipitosa.
Dissipati gli ultimi dubbi, Mickey concorda con la celebrante una cerimonia rapida da tenersi sulla spiaggia prima del tramonto. Randy arriva a Catalina e, inaspettatamente, dice a Bertie che ha fatto bene a lasciare un buon a nulla come lui. Mickey afferma di aver capito che Gus sarebbe stato il suo uomo sin dal loro primo incontro, quando uccise un insetto nella sua stanza. La cerimonia è interrotta dal malore di un bagnante, il quale aveva appena litigato con un'altra persona per l'occupazione di una sdraio. Interpretandolo come un cattivo presagio, Gus e Mickey concordano di rinviare il matrimonio e restare tutti a Catalina a festeggiare. Al contrario, mentre gli ospiti stanno chiacchierando, Gus e Mickey svicolano per sposarsi nell'intimità della notte. I due ragazzi, uniti in matrimonio, ridono per la singolarità del momento.